# SPAR Premium League 1 Playoffs 2023
Die SPAR Premium League 1 Playoffs 2023 sind die Play-offs der SPAR Premium League 1 2022/23. Sie sind die 12. Play-offs der Schweizer SPAR Premium League 1.

## Modus

### Halbfinal
Der Erste spielt gegen den Vierten der Finalrunde und der Zweite gegen den Dritten in einem Best-of-Three-Format.

### Final
Die Sieger der Halbfinals spielen um den Schweizer Meistertitel in einem Best-of-Five-Format.

## Playoffs-Baum
|  | Halbfinal | Halbfinal          | Halbfinal    | Halbfinal | Halbfinal |          |              | Final | Final | Final | Final | Final | Final | Final |
|  |           |                    |              |           |           |          |              |       |       |       |       |       |       |       |
|  | 1         | LC Brühl           | 32           | 36        |           |          |              |       |       |       |       |       |       |       |
|  | 4         | Yellow Winterthur  | 28           | 22        |           |          |              |       |       |       |       |       |       |       |
|  | 4         | Yellow Winterthur  | 28           | 22        | 1         | LC Brühl | 24           | 31    | 31    |       |       |       |       |       |
|  |           |                    |              |           |           | LC Brühl | 24           | 31    | 31    |       |       |       |       |       |
|  |           | 2                  | Spono Eagles | 23        | 25        | 29       |              |       |       |       |       |       |       |       |
|  | 2         | 2                  | Spono Eagles | 23        | 25        | 29       | Spono Eagles | 28    | 29    |       |       |       |       |       |
|  | 2         |                    |              |           |           |          |              |       | 29    |       |       |       |       |       |
|  | 3         | HV Herzogenbuchsee | 22           | 27        |           |          |              |       |       |       |       |       |       |       |

## Spiele

### Halbfinal

#### (1) LC Brühl gegen (4) Yellow Winterthur
Übersicht
| Samstag, 22. April 2023 17:30 Uhr | LC Brühl Handball       | 32:28        | Yellow Winterthur      | Kreuzbleiche, St. Gallen Zuschauer: 200 Schiedsrichter: Abalo & Maurer |
| Samstag, 22. April 2023 17:30 Uhr | meiste Tore: Wolff (11) | (17:13)      | meiste Tore: Vasic (8) | Kreuzbleiche, St. Gallen Zuschauer: 200 Schiedsrichter: Abalo & Maurer |
| Samstag, 22. April 2023 17:30 Uhr | Strafen: 1×             | Spielbericht | Strafen: 6×            | Kreuzbleiche, St. Gallen Zuschauer: 200 Schiedsrichter: Abalo & Maurer |

| Mittwoch, 26. April 2023 19:00 Uhr | Yellow Winterthur      | 22:36        | LC Brühl Handball     | Axa-Arena, Winterthur Zuschauer: 700 Schiedsrichter: Brunner & Salah |
| Mittwoch, 26. April 2023 19:00 Uhr | meiste Tore: Murer (5) | (11:15)      | meiste Tore: Hess (9) | Axa-Arena, Winterthur Zuschauer: 700 Schiedsrichter: Brunner & Salah |
| Mittwoch, 26. April 2023 19:00 Uhr | Strafen: 1× 3×         | Spielbericht | Strafen: 1× 2×        | Axa-Arena, Winterthur Zuschauer: 700 Schiedsrichter: Brunner & Salah |

#### (2) Spono Eagles gegen (3) HV Herzogenbuchsee
Übersicht
| Samstag, 22. April 2023 18:00 Uhr | Spono Eagles           | 28:22        | HV Herzogenbuchsee       | SPZ, Nottwil Zuschauer: 550 Schiedsrichter: Müller & Schaad |
| Samstag, 22. April 2023 18:00 Uhr | meiste Tore: Hodel (7) | (10:10)      | meiste Tore: Rotondo (6) | SPZ, Nottwil Zuschauer: 550 Schiedsrichter: Müller & Schaad |
| Samstag, 22. April 2023 18:00 Uhr | Strafen: 2× 3×         | Spielbericht | Strafen: 1×              | SPZ, Nottwil Zuschauer: 550 Schiedsrichter: Müller & Schaad |

| Mittwoch, 26. April 2023 20:15 Uhr | HV Herzogenbuchsee                      | 27:29        | Spono Eagles                              | Mittelholz, Herzogenbuchsee Zuschauer: 350 Schiedsrichter: Capoccia & Jucker |
| Mittwoch, 26. April 2023 20:15 Uhr | meiste Tore: M. Schmied & Sturny (Je 6) | (13:14)      | meiste Tore: M. Emmenegger & Hodel (Je 6) | Mittelholz, Herzogenbuchsee Zuschauer: 350 Schiedsrichter: Capoccia & Jucker |
| Mittwoch, 26. April 2023 20:15 Uhr | Strafen: 1× 3×                          | Spielbericht | Strafen: 1× 3×                            | Mittelholz, Herzogenbuchsee Zuschauer: 350 Schiedsrichter: Capoccia & Jucker |

### Final: (1) LC Brühl gegen (2) Spono Eagles
Übersicht
| Samstag, 13. Mai 2023 17:30 Uhr TV: SRF online | LC Brühl Handball       | 24:23        | Spono Eagles                | Kreuzbleiche, St. Gallen Zuschauer: 850 Schiedsrichter: Abalo & Maurer |
| Samstag, 13. Mai 2023 17:30 Uhr TV: SRF online | meiste Tore: Schmid (6) | (13:14)      | meiste Tore: Emmenegger (6) | Kreuzbleiche, St. Gallen Zuschauer: 850 Schiedsrichter: Abalo & Maurer |
| Samstag, 13. Mai 2023 17:30 Uhr TV: SRF online | Strafen: 1×             | Spielbericht | Strafen: 1× 2×              | Kreuzbleiche, St. Gallen Zuschauer: 850 Schiedsrichter: Abalo & Maurer |

| Mittwoch, 17. Mai 2023 18:30 Uhr TV: SRF online | Spono Eagles            | 25:31        | LC Brühl Handball        | SPZ, Nottwil Zuschauer: 564 Schiedsrichter: Hennig & Meier |
| Mittwoch, 17. Mai 2023 18:30 Uhr TV: SRF online | meiste Tore: Bucher (8) | (12:19)      | meiste Tore: Schmid (11) | SPZ, Nottwil Zuschauer: 564 Schiedsrichter: Hennig & Meier |
| Mittwoch, 17. Mai 2023 18:30 Uhr TV: SRF online | Strafen: 1× 8×          | Spielbericht | Strafen: 6×              | SPZ, Nottwil Zuschauer: 564 Schiedsrichter: Hennig & Meier |

| Samstag, 20. Mai 2023 17:30 Uhr TV: SRF info | LC Brühl Handball        | 31:29        | Spono Eagles              | Kreuzbleiche, St. Gallen Zuschauer: 1200 Schiedsrichter: H. Albert Gallardo & Ò. Albert Gallardo |
| Samstag, 20. Mai 2023 17:30 Uhr TV: SRF info | meiste Tore: Altherr (9) | (20:10)      | meiste Tore: Zumstein (8) | Kreuzbleiche, St. Gallen Zuschauer: 1200 Schiedsrichter: H. Albert Gallardo & Ò. Albert Gallardo |
| Samstag, 20. Mai 2023 17:30 Uhr TV: SRF info | Strafen: 1× 2×           | Spielbericht | Strafen: 1× 5×            | Kreuzbleiche, St. Gallen Zuschauer: 1200 Schiedsrichter: H. Albert Gallardo & Ò. Albert Gallardo |